# Klaksvíkar Ítróttarfelag 2012-2013

## Rosa
aggiornata Dicembre 2012
| N. |                    | Ruolo | Calciatore                 |
| -- | ------------------ | ----- | -------------------------- |
| 1  | Fær Øer (bandiera) | P     | Gunnar á Steig             |
| 2  | Fær Øer (bandiera) | D     | Gunnar Christiansen        |
| 3  | Fær Øer (bandiera) | D     | Ísak Simonsen              |
| 4  | Fær Øer (bandiera) | D     | Sørmund Kalsø              |
| 5  | Fær Øer (bandiera) | D     | Jógvan Isaksen             |
| 6  | Fær Øer (bandiera) | C     | Álvur Christiansen         |
| 7  | Fær Øer (bandiera) | C     | Ivan Joensen               |
| 8  | Fær Øer (bandiera) | C     | Atli Danielsen             |
| 9  | Fær Øer (bandiera) | A     | Páll Klettskarð            |
| 10 | Fær Øer (bandiera) | C     | Hjalgrím Elttør (capitano) |
| 11 | Fær Øer (bandiera) | A     | Bárður J. Heinesen         |

| N. |                    | Ruolo | Calciatore              |
| -- | ------------------ | ----- | ----------------------- |
| 12 | Fær Øer (bandiera) | C     | Henry Heinesen          |
| 13 | Fær Øer (bandiera) | C     | Kristoffur Jakobsen     |
| 14 | Fær Øer (bandiera) | C     | David Langgaard         |
| 15 | Fær Øer (bandiera) | A     | Petur Andreasen         |
| 16 | Fær Øer (bandiera) | P     | Meinhardt Joensen       |
| 17 | Fær Øer (bandiera) | C     | Tórur Justesen          |
| 18 | Fær Øer (bandiera) | D     | Heðin á Lakjuni         |
| 20 | Fær Øer (bandiera) | C     | Jústines Jóhan Jacobsen |
| 21 | Fær Øer (bandiera) | C     | Heðin Klakstein         |
| 22 | Fær Øer (bandiera) | C     | Jóannes Bjartalíð       |
| 23 | Fær Øer (bandiera) | P     | Fríði Sigurðsson        |